# カルナバイオサイエンス
カルナバイオサイエンス株式会社（英: Carna Biosciences, Inc.）は、兵庫県神戸市中央区に本社を置くバイオベンチャー。

## 概要
日本オルガノン株式会社の研究部門を母体とし2003年（平成15年）4月10日に分離独立したベンチャー企業で、キナーゼタンパク質の製造・販売を行う創薬支援事業および自社のキナーゼコア技術を用いた創薬事業を主な業務としている。
社名の由来はローマ神話に登場する人間の健康を司る女神「カルナ」と生命科学（バイオサイエンス）に因んでいる。

## 沿革
- 2003年（平成15年）4月10日 - 日本オルガノン株式会社より分離独立し設立。
- 2008年（平成20年）
  - 3月25日 - ジャスダックNEOへ株式を上場[3]。
  - 4月 - 米国マサチューセッツ州に子会社のCarnaBio USA, Inc.を設立[4]。
- 2010年（平成22年）10月12日 - ヘラクレスとジャスダックが市場統合し、JASDAQグロースへ移行。
- 2013年（平成25年）
  - 3月22日 - ラクオリア創薬株式会社とキナーゼを標的とした創薬研究に関する共同研究契約を締結[5]。
  - 9月 - 株式会社ProbeXを買収[6]。
- 2019年（令和元年）6月 - 米ギリアド・サイエンシズとライセンス契約締結。一時金は当時の創薬ベンチャーで最高額の約21億円。総額では約500億円となった[7][8][9]。
- 2020年（令和2年）3月 - 中華人民共和国・バイオノバ・ファーマシューティカルズとライセンス契約締結[10][11]。
- 2022年（令和4年）4月4日 - 東京証券取引所グロースへ移行。

## 関連会社
- CarnaBio USA, Inc.（アメリカ）